# Halistrepta sulcata
Halistrepta sulcata är en musselart som först beskrevs av Dall 1904.  Halistrepta sulcata ingår i släktet Halistrepta och familjen Periplomatidae. Inga underarter finns listade i Catalogue of Life.